# Миленко Заблаћански
Миленко Заблаћански (Богатић, 8. децембар 1955 — Београд, 22. јануар 2008) био је српски глумац, режисер и сценариста.
Глумио је у више позоришних представа, филмова и телевизијских серија. Миленко Заблаћански је дипломирао на Факултету драмских уметности у Београду, у класи професорке Огњенке Милићевић.

## Каријера

### Позориште
Заблаћански је каријеру почео у позоришту Бошко Буха.
Године 1985. прешао је у Позориште на Теразијама.
Играо је у следећим представама:
- Трајковићи (главна улога, премијера 1996. године, по сценарију Синише Павића)
- Хероји (Радован, музичка комедија, по тексту Предрага Перишића)
- Кабаре
- Светлости позорнице
- Лутка са насловне стране (мјузикл по истоименом хиту Боре Ђорђевића)

и другим.
Последња Миленкова улога је: Свадба у купатилу (Јулијус Ленау - Лено, 2007. године, по комедији Милорада Павића)

### Телевизија
Телевизијску каријеру је започео у серији Вук Караџић.
Играо је у телевизијским филмовима: Народни посланик, Краљевина Србија, Где цвета лимун жут и другим.
Највећу популарност су му донеле улоге у серијама Синише Павића: Срећни људи, Породично благо, Стижу долари, Бела лађа и Оно наше што некад бејаше.

### Филм
Играо је у филмовима: Ерогена зона, Далеко небо, Нека чудна земља, Вуковар, једна прича.

## Улоге
| Год.       | Назив                               | Улога                      |
| ---------- | ----------------------------------- | -------------------------- |
| 1980-те    |                                     |                            |
| 1981.      | Ерогена зона                        | Моцин друг из војске       |
| 1981.      | Светозар Марковић                   |                            |
| 1981.      | Седам секретара СКОЈ-а              |                            |
| 1982.      | Далеко небо                         |                            |
| 1983.      | Переат                              |                            |
| 1984.      | Игра о памћењу и умирању            |                            |
| 1984.      | Андрић и Гоја                       |                            |
| 1985.      | Томбола                             |                            |
| 1985.      | Црвена барака                       |                            |
| 1987.      | Бригада неприлагођених              | херој из Бектовке          |
| 1988.      | Мала Нада                           | Миленце                    |
| 1988.      | Нека чудна земља                    | гитариста                  |
| 1988.      | Вук Караџић                         | Лазар Арсенијевић          |
| 1990-те    |                                     |                            |
| 1990.      | Народни посланик                    | адвокат Ивковић            |
| 1993−1994. | Срећни људи                         | Ђорђе Ђорђевић Ђорђино     |
| 1994.      | Вуковар, једна прича                | војник                     |
| 1995−1996. | Срећни људи 2                       | Ђорђе Ђорђевић Ђорђино     |
| 1996.      | Горе доле                           | Купац кола                 |
| 1996.      | Мали кућни графити (серија)         | Буда                       |
| 1997.      | Грозница суботње вечери             |                            |
| 1998−2001. | Породично благо                     | Добривоје Кашиковић Миксер |
| 2000-те    |                                     |                            |
| 2000.      | Добро вече, децо                    |                            |
| 2000.      | А сад адио                          | Добривоје Кашиковић Миксер |
| 2000.      | Зека, Црвенкапа и Лотар Матеус      | директор ТВ станице        |
| 2001.      | Лола                                | Бане Глумац                |
| 2002.      | Класа 2002                          | обезбеђење                 |
| 2002.      | Породично благо 2                   | Добривоје Кашиковић Миксер |
| 2002.      | Ко чека дочека                      |                            |
| 2003.      | Сироти мали хрчки 2010              | Други тип из протокола     |
| 2004.      | Стижу долари                        | Ненад Неша Љутић           |
| 2005.      | Дангубе!                            |                            |
| 2006.      | Где цвета лимун жут                 | Џон Рид - амерички новинар |
| 2005−2006. | Стижу долари 2                      | Ненад Неша Љутић           |
| 2006−2007. | Бела лађа                           | Маринко Пантић             |
| 2007.      | Оно наше што некад бејаше           | поручник Марјан            |
| 2008.      | Краљевина Србија                    | песник                     |
| 2008.      | Бела лађа 2                         | Маринко Пантић             |
| 2002−2015. | Вршачка позоришна јесен (ТВ серија) |                            |

## Режирао
- Вршачка позоришна јесен 2006 (2006, ТВ мини-серија, у сегменту „Мој Миленко лег'о је да спава“)
- Зека, Црвенкапа и Лотар Матеус (2000, ТВ)
- Грозница суботње вечери (1997, ТВ серија)
- Мала школа живота (1997, ТВ серија)

## Сценариста
Био је сценариста следећих дела:
- Вршачка позоришна јесен (2006, ТВ мини-серија
- Зека, Црвенкапа и Лотар Матеус (2000, ТВ)
- Грозница суботње вечери (1997, ТВ серија)
- Мала школа живота (1997, ТВ серија)

Глумио је самог себе у следећем остварењу:
- Вршачка позоришна јесен (2006, ТВ мини-серија)

## Лични живот
Право Миленково презиме је било Заблаћански, иако се део његове шире фамилије (из Шапца и места Глушци крај Богатића) презива Заблећански.
Био је ожењен балерином и кореографом Снежаном Весковић са којом је имао два сина, млађег Николу и старијег Ивана, такође глумца.

## Смрт
Дана 5. јануара 2008. око 16:30, Заблаћански је возио „опел вектру“ путем Ужице – Златибор, у смеру ка Ужицу, када је у месту Јевремовићи у његов аутомобил из супротног смера ударио „мерцедес“ којег је возио Петар Шишовић, стоматолог из Ужица. Притом, смер пута којим је ишао Шишовић је имао две траке, а супротни смер једну. Услед судара, Заблаћански је задобио тешке повреде главе и смештен је у Ужичку болницу у несвесном стању. Шишовић је изјавио да је ударио у аутомобил Заблаћанског како би избегао аутомобил који је из супротног смера ишао на њега.
Пошто му се здравствено стање није побољшало и није се будио из коме, Миленко Заблаћански је неколико дана касније хеликоптером пребачен на лечење на Војномедицинску академију у Београду где је преминуо, 22. јануара у 17:05.
Сахрањен је 25. јануара 2008, у Алеји заслужних грађана на београдском Новом гробљу.
Шишовић је осумњичен пред Општинским судом у Чајетини за тешко кривично дело против безбедности јавног саобраћаја са смртним исходом, за које је одређена казна од једне до осам година затвора. Ипак, 28. јануара 2009. судско веће, којим је председавао судија Зоран Гускић, осудило га је на минималну затворску казну од годину дана затвора. Такође, досуђена му је забрана управљања моторним возилом у трајању од 12 месеци од дана правоснажности пресуде.